# La France insoumise
La France insoumise (LFI; vrij vertaald: 'het opstandige Frankrijk' of 'Frankrijk dat zich niet laat onderwerpen') is een Franse linkse politieke partij. La France insoumise werd op 10 februari 2016 opgericht als politieke beweging. Sinds 23 januari 2017 is het officieel geregistreerd als politieke partij. De partijstructuur wordt ondersteund door kleinere linkse partijen zoals de Parti de Gauche. 
Jean-Luc Mélenchon was bij de presidentsverkiezingen van 2017 kandidaat voor La France insoumise. Tijdens zijn campagne maakte hij gebruik van een 3D hologram. Daarmee sprak hij zijn kiezers toe op verschillende locaties in het land, en dat op hetzelfde moment. Hij haalde in de eerste ronde 19,58% van de stemmen. Dat was een stijging ten opzichte van 2012, toen hij met het Front de gauche 11,10% haalde.

## Websites
- (fr)  Website La France Insoumise

Samenstelling per 27 juli 2019 
 De deelnemende partijen met de meeste zetels worden genoemd, alleen de partijen met een enkele zetel binnen de fractie ontbreken.